# The Other End of Time
The Other End of Time è una canzone della rock band Toto, quinto singolo estratto dall'album Tambu.

## Informazioni
Il brano fu scritto da Steve Lukather e Randy Goodrum, come singolo non ebbe molto successo, infatti si posizionò al sessantanovesimo posto nell'ARIA Charts. Nel brano troviamo Steve Lukather che oltre a suonare la chitarra elettrica, funge anche da tastierista. Il brano rispetto ai molti brani di Tambu è in assoluto il brano più soft dell'album. Della canzone non fu però girato il videoclip.

## Tracce
1. The Other End of Time
2. Slipped Away

## Formazione
- Steve Lukather - chitarra elettrica, tastiera e voce primaria
- Jenny Douglas-McRae - voce secondaria
- John James - voce secondaria
- David Paich - tastiera e voce secondaria
- Steve Porcaro - tastiera
- Mike Porcaro - basso elettrico
- Simon Phillips - percussioni
- Lenny Castro - percussioni